# 秩父鉄道ホキ1形貨車
秩父鉄道ホキ1形貨車（ちちぶてつどうホキ1がたかしゃ）は、秩父鉄道に在籍する事業用貨車（ホッパ車）である。

## 概要
1969年（昭和44年）富士重工業製の東武鉄道ホキ1形2両（ホキ9, ホキ10）を1990年（平成2年）に譲り受け、ホキ1形（ホキ1, ホキ2）としたもの。国鉄ホキ800形貨車とほぼ同型で、保線用砂利運搬に使われる。普段は皆野駅か広瀬川原車両基地（広瀬川原駅）に留置されていることが多い。なお、東武ホキ1形は秩父鉄道以外にも上毛電気鉄道や茨城交通にも譲渡されている。